# Liste der Bischöfe von Amelia
Die folgenden Personen waren Bischöfe von Amelia (Umbrien, Italien):
- Stefan I. (ca. 420)
- Ilario (um 465)
- Tiburtino (um 466)
- Martiniano (486–487)
- Sallustio (um 499)
- Sant’Imerio (ca. 525)
- Adeodato (um 649)
- Peter I. (um 721)
- Sunalbo (um 761)
- Benedikt I. (um 826)
- Ortodulfo (ca. 844)
- Albino (853)
- Leo (861)
- Pasquale (ca. 870)
- Romualdo (ca. 890)
- Benedikt II.
- Deusdedit (Deodato) (ca. 1015)
- Oddo (ca. 1047)
- Giacomo (1116)
- Gerardo (1126–1146)
- Gigo (1158)
- Peter II. (1179)
- Oberto (ca. 1195)
- Giacomo (1196–1217)
- Otto (1225)
- Stefan (1233)
- Gualterio (1254–1264)
- Bartolomeo (1264–1286)
- Mauro (1286–1321)
- Michele (1321)
- Alamanno (1322–1326)
- Giovanni Tocco (1326)
  - Nicola d’Alviano (Gegenbischof durch Nikolaus V.)
- Manno Terribilis (1328–1363)
- Gerardo (1364–1376)
- Francesco Castrichini (1376–1389) (danach Bischof von Terni)
- Corrado (1390–1392)
- Stefano Bordoni (1392–1409)
- Andrea Moriconi (1409–1426)
- Filippo Venturelli (1426–1443)
- Ugolino Nacci (1443)
- Ruggero Mandosi (1444–1484)
- Cesare Nacci (1484–1504)
- Giustiniano Moriconi (1504–1523)
- Giovan Domenico Moriconi (1523–1558)
- Baldo Farrattini (1558–1562)
- Bartolomeo Kardinal Farrattini (1562–1571)
- Mariano Vittori (1571 bis 15.  729) (auch Bischof von Rieti)
- Giovanni Antonio Lazzari (1572–1592)
- Antonio Maria Graziani (1592–1611)
- Antonio Maria Franceschini (1611–1612)
- Francesco Kardinal Cennini de’ Salamandri (1612–1623) (danach Bischof von Faenza)
- Domenico Pichi (1623–1633)
- Torquato Perotti (1633–1642)
- Gaudenzio Poli (1643–1679)
- Giuseppe Sallustio Fadulfi (1679–1685) (auch Bischof von Ascoli)
- Giovan Battista Antici (1685–1690)
- Giuseppe Crispino (1695–1721)
- Giovan Battista Renzoli (1721–1743)
- Giacomo Filippo Consoli (1743–1770)
- Tommaso Struzzieri (1770–1775) (danach Bischof von Todi)
- Francesco Angelo Jacoboni (1775–1785)
- Carlo Maria Fabi (1785–1798)
- Francesco Maria Gazzoli (1800–1805) (danach Bischof von Todi)
- Fortunato Maria Pinchetti (1806–1827)
- Vincenzo Macioti (1828–1836)
- Mariano Bartocci Brasca (1836–1851)
- Salvatore Valentini (1851–1855)
- Nicola Pace (1855–1881)
- Francesco Eusebio Magner (1881–1882) (danach Bischof von Orvieto)
- Eugenio Clari (1882–1893) (auch Bischof von Viterbo)
- Vincenzo Giuseppe Veneri (1893–1906)
- Francesco Maria Berti, O.F.M. Conv. (1907–1938)
- Vincenzo Lojali (1938–1966)

- Fortsetzung unter Liste der Bischöfe von Terni